# The Red Typhoons
The Red Typhoons (赤台風/Aka taifū) es el nombre de un equipo de lucha libre profesional, creado en Japón por la fundación de All Japan Women's Pro-Wrestling, y que está formado por Yumi Ogura y Kazue Nagahori. Ambas obtuvieron el título AJW Tag Team Championship en una ocasión, derrotando a varios equipos en torneos individuales y contra La villanía alianza.

## Yumi Ogura
Yumi Ogura, debutó a los dieciséis años de edad en All Japan Women's Pro-Wrestling, en un torneo con Keiko Nakano en el cual, a pesar de que fue derrotada, recibió la medalla de oro. Más tarde formaría mancuerna con esta. Ogura y Nakano derrotaron a Noriyo Tateno y Itsuki Zamazaki, pero en 1984 fueron derrotadas por las mismas. La situación cambió cuando Yumi Ogura ganó el título de AJW Junior Championship, derrotando a Keiko Nakano, esta derrotaría a Ogura en 1984 y ganaría el título, perdiéndolo más tarde al momento que Yumi Ogura recuperó el título nuevamente derrotando a Mika Komatsu, quien después alió con ella.

## Kazue Nagahori
Kazue Nagahori debutó en 1984, a los dieciséis años de edad, en la promoción y fundación de All Japan Women's Pro-Wrestling, donde más adelante derrotaría a Condor Saito, quien después en 1985 la vencería ganando el título AJW Junior Championship. Estuvo aliada con Mika Komatsu, pero más tarde se unió a Yumi Ogura en el mismo grupo al tiempo que las demás luchadoras comenzaban a organizarse como Keiko Nakano que cambió su nombre a Bull Nakano formando parte de La villanía alianza.

## Inicios en All Japan Women's Pro-Wrtling
El grupo se formó para obtener el título de AJW Tag Team Championship donde, en 1985, derrotaron a Bull Nakano y a Condor Saito, siendo Nagahori y Ogura las ganadoras del título. Más tarde, el 27 de abril de 1987, ganarían el título Tag Team en el Campeonato Mundial WWWA, mismo que Yumi volvería a ganar en 1988, pero esta vez con Mika Komatsu.

## Con luchadoras profesionales de World Wrestling Federation
The Red Typhoons participó en 1986 en un eliminatorio donde hicieron equipo con más luchadoras, pero fueron derrotadas por el equipo contrario en donde se encontraba Leilani Kai de Estados Unidos, principal luchadora de la Villanía alianza. En el mismo año, realizaron un torneo contra Velvet McIntyre y Judy Martin, ganando Ogura y Nagahori. Kazue Nagahori más tarde derrotó a Velvet McIntyre, recibiendo con ello un trofeo de oro.

## Con la villanía alianza
En 1987, Bull Nakano y Condor Saito participaron en un torneo contra Yumi Ogura y Kazue Nagahori, donde fueron derrotadas. Más tarde, volvieron a participar en un torneo contra Nakano y Saito, ambas de La villanía alianza, donde utilizaron Nunchaku, cadenas y otros objetos dejando en mal estado a Yumi Ogura, a pesar de eso, Nagahori y Ogura obtuvieron el cinturón, las medallas y el título por haber derrotado a ese grupo.
Las cosas comenzaron a complicarse para La villanía alianza, al momento de participar en un torneo Bull Nakano, Condor Saito y Dump Matsumoto contra Yumi Ogura, Kazue Nagahori y Mika Komatsu en donde al final fueron derrotadas. Después, Ogura y Nagahori derrotaron a Yumiko Hotta y Isako Uno (Akira Hokuto), quienes no pertenecían a la alianza, pero dejaron en mal estado a Isako Uno, teniendo que ser llevada al hospital.
A finales de 1987, Nagahori Kazue y Yumi Ogura ganaron el torneo contra La villanía alianza, esta vez con Drill Nakamae y Grizzly Iwamoto.

## Técnicas especiales
- Powerbomb
- Ataques de lucha libre profesional
- Movimientos aéreos de lucha libre profesional
- Arte marcial
- Patada voladora
- Patada giratoria
- Otras técnicas
- Chokeslam
- Cutter (lucha libre)

## Títulos de torneos y logros
- All Japan Women's Pro-Wrestling
- AJW Tag Team Championship
- Tag Team Campeonato Mundial WWWA
- Medalla de oro
- Medalla de plata